# Philip Christian Ribbentrop
Philip Christian Ribbentrop, auch Philipp Christian Ribbentrop (* 25. März 1737 in Detmold; † 26. März 1797 in Braunschweig), war ein deutscher Jurist, Schriftsteller und Chronist.

## Leben und Werk
Der alten lippischen Familie Ribbentrop entstammend, studierte er ab 1755 Rechtswissenschaft an der Universität Göttingen, seit 1757 in Helmstedt. Nach Studienabschluss trat er als Justiziar des Amtes Allersheim und des Gerichtes Bevern in den braunschweigischen Staatsdienst. Er wechselte 1766 an das Klostergericht Mariental im Lappwald, wo er als Amtmann tätig war. Im Jahre 1775 wurde er zum Oberkommissar ernannt. Seit 1780 arbeitete er in Braunschweig auf dem Packhof, wo für sämtliche in der Stadt ankommende Güter die Zollabgaben erhoben wurden. In seinen Zuständigkeitsbereich fielen auch die Braunschweiger Messen. Ribbentrop erhielt 1791 den Titel eines Kammer- und Kommerzienrates.

### Die erste gedruckte Braunschweiger Stadtgeschichte
Ribbentrop verfasste mehrere juristische Schriften. Bedeutend ist seine zweibändige ausführliche Beschreibung der Stadt Braunschweig von 1789 bis 1791, die auch eine Geschichte der Stadt enthält, nachdem vorhergehende Stadtchronisten wie Andreas Schoppius oder Christoph Gerke ihre Werke lediglich als Manuskripte hinterlassen hatten.

## Familie
Ribbentrop war seit September 1766 verheiratet mit der Tochter des Justizrates Johann Friedrich Unger aus Einbeck. Von den fünf Töchtern und sechs Söhnen wurde der Generalintendant der preußischen Armee Friedrich Ribbentrop (1768–1841) bekannt, der die Quadriga des Brandenburger Tores von Paris nach Berlin zurückführte.

## Werke (Auswahl)
- Beyträge zur Kenntniß der Verfassung des Herzogthums Braunschweig-Lüneburg Wolfenbüttelischen Antheils. 1787.
- Verzeichniß der hiesigen Kauf- und Handelsherren, der Künstler, und auch Handwerker, imgleichen der hiesigen Meßverkäufer. 1789.
- Sammlung der Landtagsabschiede, fürstl. Reversalen und anderer Urkunden, die landschaftliche Verfassung des Herzogthums Braunschweig-Lüneburg Wolfenbüttel Theils betreffend. 1793.